# Chatain
Chatain (okzitanisch Chastanh) ist ein westfranzösischer Ort und eine Gemeinde (commune) mit 241 Einwohnern (Stand 1. Januar 2022) im äußersten Südwesten des Départements Vienne in der Region Nouvelle-Aquitaine.

## Lage
Chatain ist die südlichste Gemeinde des Départements Vienne. Sie liegt auf dem Westufer der Charente etwa 16 Kilometer (Fahrtstrecke) südöstlich von Civray in einer Höhe von etwa 165 Metern ü. d. M. Im Gemeindegebiet mündet der Fluss Transon in die Charente. Die weitgehend zerstörte Benediktinerabtei Charroux befindet sich etwa zehn Kilometer nördlich.

## Bevölkerungsentwicklung
| Jahr      | 1968 | 1975 | 1982 | 1990 | 1999 | 2007 | 2018 |
| Einwohner | 469  | 434  | 391  | 359  | 327  | 325  | 250  |

Im 19. Jahrhundert hatte die Gemeinde stets zwischen etwa 900 und 1000 Einwohner; die Mechanisierung der Landwirtschaft führte in der ersten Hälfte des 20. Jahrhunderts zu einem Verlust an Arbeitsplätzen und zu einem kontinuierlichen Rückgang der Bevölkerungszahlen.

## Wirtschaft
Seit Jahrhunderten spielt die ehemals hauptsächlich zur Selbstversorgung betriebene Landwirtschaft die größte Rolle im Wirtschaftsleben der Gemeinde. Angebaut werden Weizen, Gerste und Mais aber auch Raps und Sonnenblumen zur Ölgewinnung. Etwa 25 % der Anbaufläche von insgesamt annähernd 2000 Hektar sind dem Anbau von Futtermitteln vorbehalten, die von den Viehzüchtern in der Umgebung benötigt werden. Einige leerstehende Häuser wurden zu Ferienwohnungen (gîtes) umgebaut.

## Geschichte

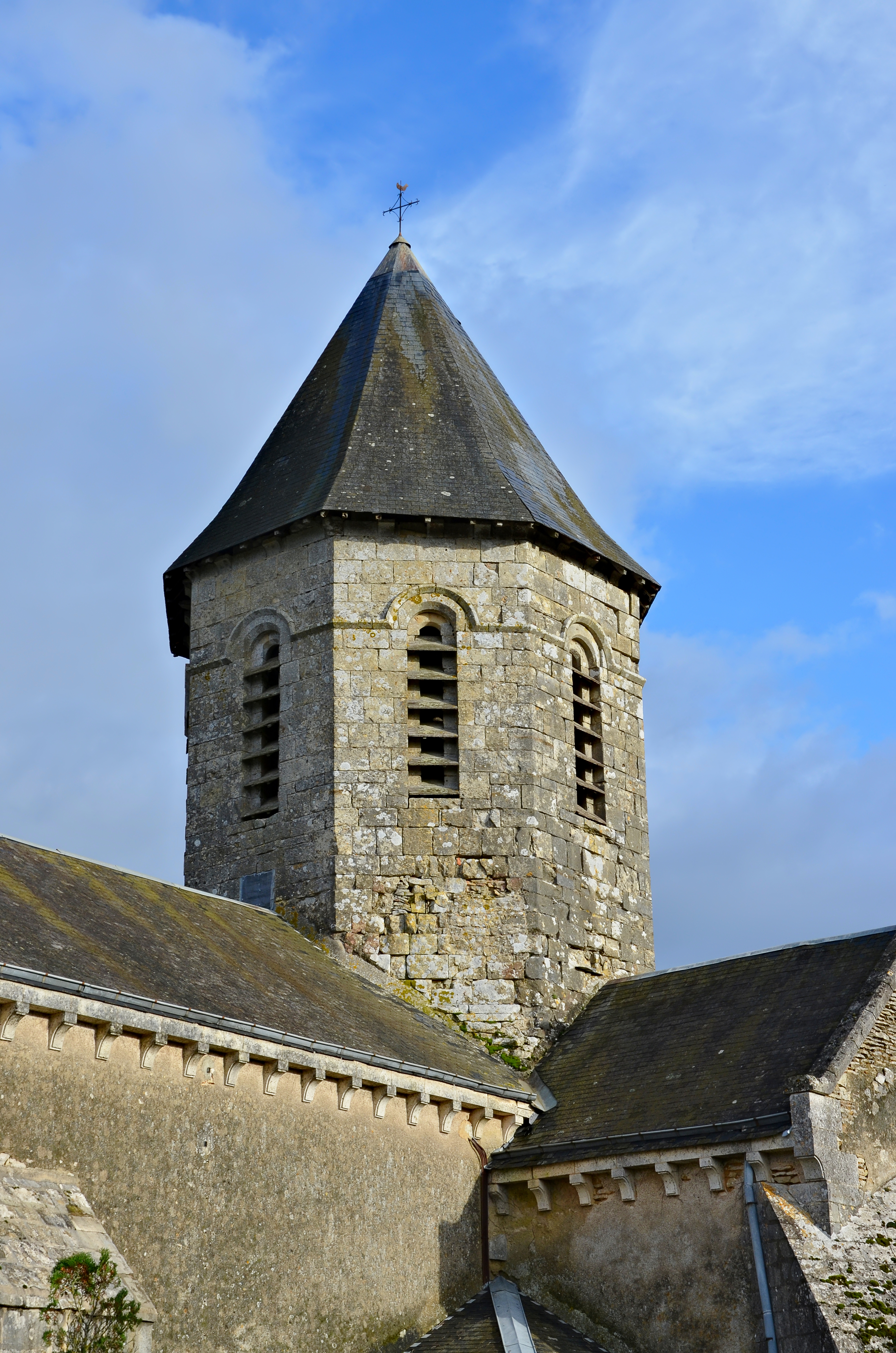
Kirche Saint-Pierre

Die bereits im 8. Jahrhundert erwähnte Kirche des Ortes war zunächst der Abtei Charroux zugeordnet; später erscheint sie als Besitz des Bistums Poitiers. Seit dem Jahr 1226 bis zum Beginn der Französischen Revolution gehörte sie zur Abtei Saint-Amand de Boixe. Eine Stellung als Prioratskirche ist zwar urkundlich nicht explizit erwähnt, doch lässt die Gesamterscheinung des Bauwerks eine Interpretation als reine Pfarrkirche eher zweifelhaft erscheinen.

## Sehenswürdigkeiten
- Die romanische Pfarrkirche Saint-Pierre-aux-Liens (Sankt Peter in Ketten) ist ein einschiffiger Bau mit Querhaus und drei Apsiden des 12. Jahrhunderts; die Ostteile der Kirche werden von einem oktogonalen Vierungsturm überragt. Während die Mauern der Mittelapsis von schmalen Strebepfeilern gestützt und gegliedert werden, sind die Südseiten des Langhauses und der Fassade durch mächtige Strebepfeiler des 15. Jahrhunderts stabilisiert. Das Erdgeschoss der Westfassade präsentiert das in der Region häufiger anzutreffende Triumphbogenschema, wobei die beiden seitlichen Bögen als Blendarkaden ausgeführt sind; das Portal zeigt eine dreifach abgestufte Archivoltengliederung; die Stirnseiten der Bögen sind mit Sternen und unterschiedlichen Zackenmotiven geschmückt. Die schmucklose Mittelzone der Fassade ist von einem Fenster durchbrochen und schließt mit einem Konsolenfries. Das Giebeldreieck zeigt ein Doppelfenster (Biforium), welches von einem Schmuckgesims überfangen ist. Das Kirchenschiff ist von einem Tonnengewölbe mit Gurtbögen überspannt; die Wände sind durch große Blendarkaden gegliedert. Die Fenster der Mittelapsis werden von eingestellten Säulchen begleitet. Die Kirche wurde bereits im Jahr 1926 in die Liste der Monuments historiques aufgenommen.[1]
- Die fünfbogige spätmittelalterliche Brücke über die Charente ist in der Mitte deutlich erhöht. Die Pfeilerköpfe entgegen der Fließrichtung sind – wie üblich – angespitzt um Treibholz abzuleiten. Die Brücke ist seit dem Jahr 1927 als Monument historique anerkannt.[2]